# Liodessus acollensis
Liodessus acollensis är en skalbaggsart som beskrevs av Guignot 1955. Liodessus acollensis ingår i släktet Liodessus och familjen dykare. Inga underarter finns listade i Catalogue of Life.